# Palau de Malkatta
El palau de Malkatta o Malqata (àrab: قصر الملقطة, qaṣr al-Malqaṭa) és un palau del faraó Amenhotep III, situat a Malqata, a l'oest de Tebes (avui Luxor), al sud de la zona de la necròpoli. Antigament, fou conegut com a palau de Dazzling Aten, un dels noms del faraó, però al segle xx el nom de Malqata hi va predominar. El nom vol dir 'el lloc en què s'escullen les coses' per les moltes ruïnes que hi havia. La construcció es va iniciar el 1381 aC, i el faraó hi va anar a residir 17 anys després.
És un complex amb variades estructures, amb diversos palaus, temples, sales, cases de la família reial, departaments del servei, i un altar de desert (Kom al-Samak). Les restes d'un canal artificial (Birket Habu) són encara visibles. Té al nord el complex mortuori de Ramsès III anomenat Madinet Habu. El palau de Malqata fou la residència principal dels faraons de la dinastia XVIII (que hi vivien per períodes de menys d'un any). Es creu que el faraó Tutankamon, o el seu predecessor Smenkhare, podria haver nascut aquí i que hi va residir un temps, abans que son pare, el faraó Akhenaton promogués el monoteisme i traslladés la cort i el govern a Amarna. Segurament, en pujar al poder el jove Tutankamon i recuperar el politeisme, va abandonar Amarna i va tornar a residir a Malqata fins a la seva mort.
El palau mateix té capelles, sales d'audiències, cuines, departaments per a la reialesa i per al servei, sales de treball i d'altres. La sala del tron és al sud, amb els departaments del faraó al darrere. Una muralla de més de cent metres el protegia. Dins les muralles, hi havia magatzems, cuines, edificis i altres dependències.
Encara se'n conserva una bona part i la decoració està preservada. Destaquen les pintures de la dea Nekbet i els noms i títols del faraó. Algunes pintures han estat restaurades. El paviment deixa veure rastres de banys o piscines.
A les columnes, hi ha diversos relleus, entre els quals, alguns del faraó i la dea Bes.
Té un temple dedicat a Amon.
Fou construït per a la reina Tidje (Tiye) i altres membres de la família reial. Resten algunes pintures de la reina. El faraó Amenhotep va morir allí als 48 anys, i hi va néixer Tutankhamon.
Al sud, hi ha un temple romà dedicat a Isis, que els habitants de la zona anomenen Deir al-Shalwit.
Fou excavat per Daressy el 1888, però molt parcialment. El 1910-1920, s'hi feren noves excavacions dirigides pel Museu Metropolità d'Art de Nova York. El 1971 i fins al 1979 es va tornar a excavar. Es van trobar restes del Paleolític, a la zona de l'establiment romà i vers el desert. Restes de la dinastia XVIII es van trobar al turó anomenat Kom al-Samak. També s'han trobat objectes romans i romans d'Orient. Noves excavacions s'hi van iniciar el 1985.

## Galeria d'imatges

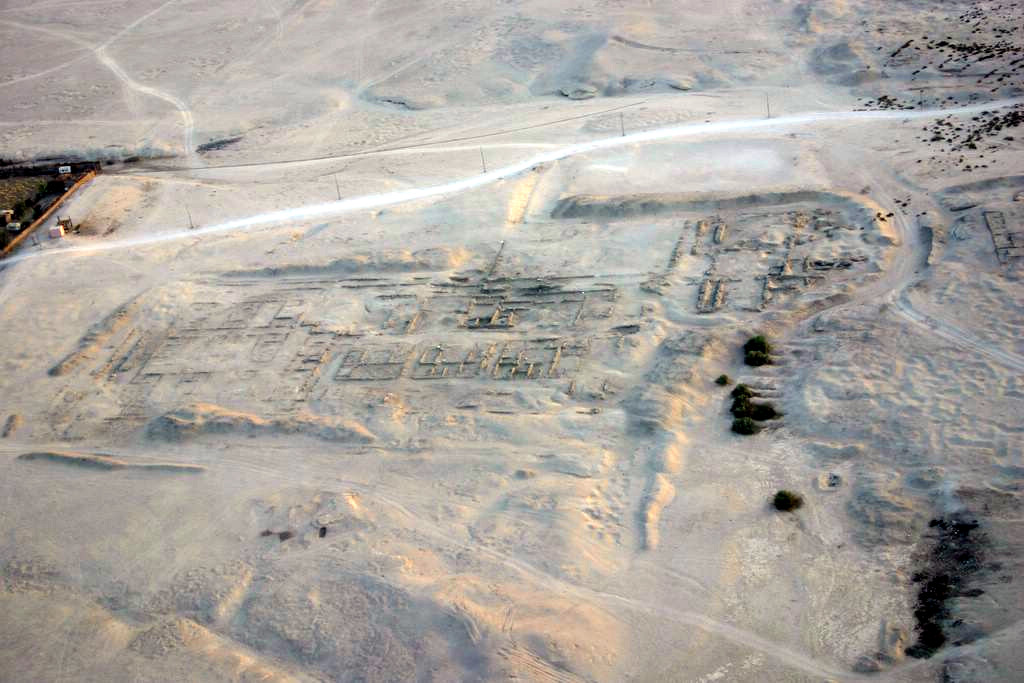
Vista aèria de les restes del palau
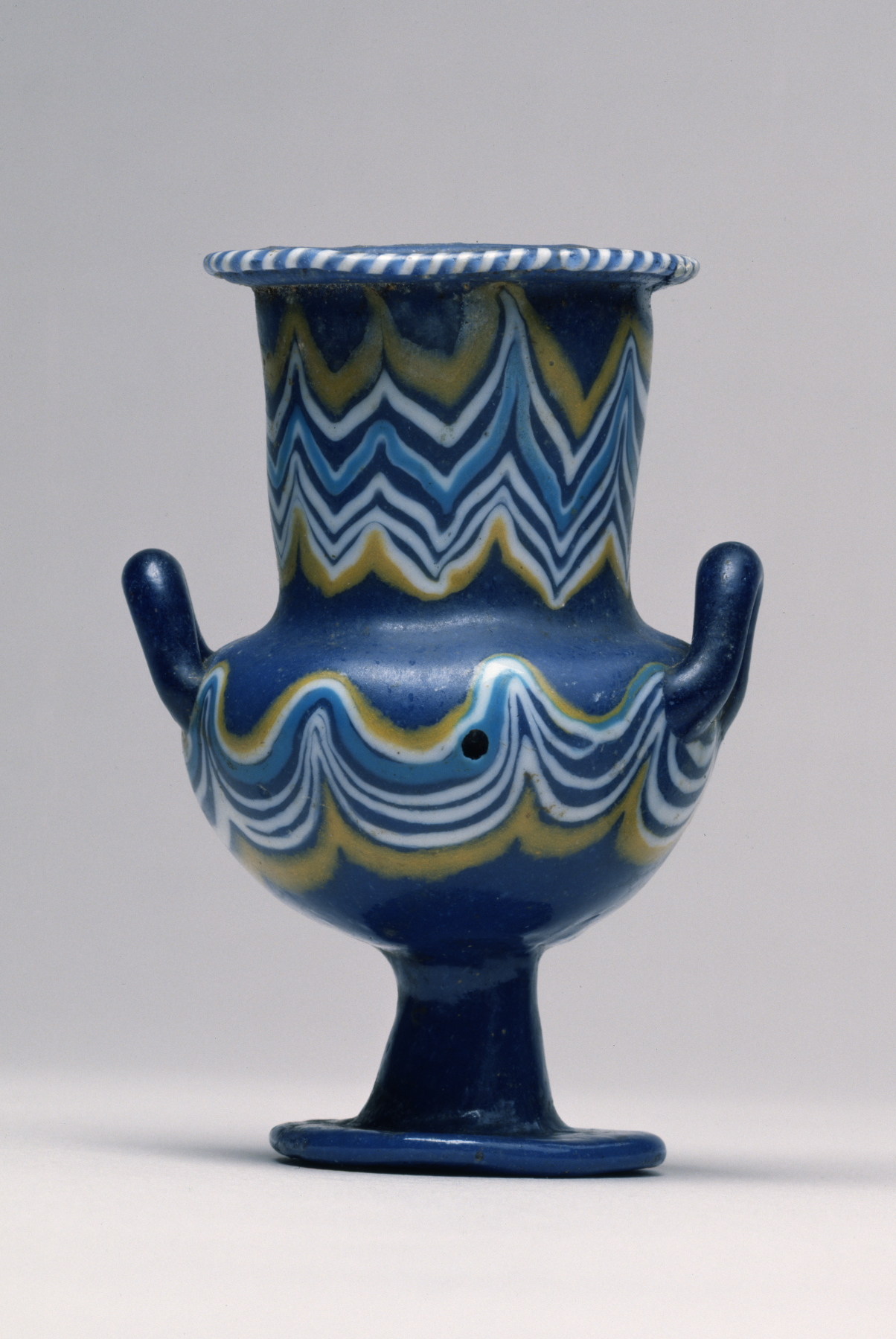
Malqata Kateriskos, avui part de la col·lecció del Walters Art Museum